# Monumenti di Ragusa

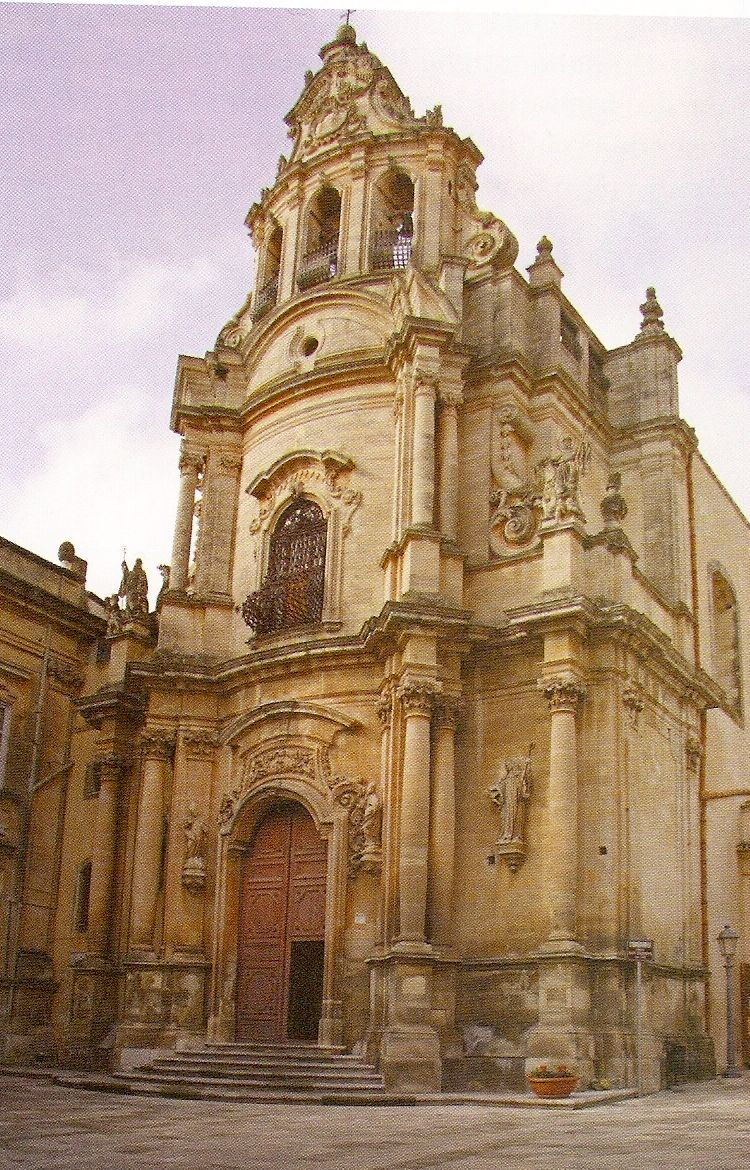
San Giuseppe

Nella sola Ibla sono presenti oltre cinquanta chiese. 

## Chiese principali
- Cattedrale di San Giovanni Battista
- Duomo di San Giorgio
- Chiesa di San Giuseppe
- Chiesa delle Santissime Anime del Purgatorio
- Chiesa di Santa Maria dell'Itria
- Chiesa di Santa Maria delle Scale
- Chiesa di Santa Maria dei Miracoli
- Chiesa di Santa Maria di Gesù
- Chiesa di San Filippo Neri
- Chiesa di San Francesco all'Immacolata

## Chiese e conventi storici
- Chiesa di S. Agnese
- Chiesa della Maddalena
- Chiesa di San Rocco
- Chiesa di Santa Petronilla
- Ex Convento di Santa Teresa
- Chiesa di Santa Lucia
- Chiesa di San Sebastiano
- Chiesa di Santa Maria di Valverde
- Collegio di Maria
- Chiesa dei Cappuccini (Ragusa superiore)
- Chiesa di Santa Barbara,
- Chiesa di San Vito
- Chiesa di San Paolo
- Chiesa di San Francesco di Paola
- Chiesa di San Leonardo
- Chiesa di San Vincenzo Ferreri
- Chiesa del Convento dei Cappuccini (Ragusa Ibla)
- Chiesa di San Domenico
- Chiesa di San Giacomo
- Chiesa di Sant'Antonino
- Chiesa dell'Ecce Homo
- Chiesa del Santissimo Salvatore
- Chiera dell'Addolorata
- Chiesa di San Michele
- Chiesa di San Giuseppe
- Chiesa di San Pietro
- Chiesa di Sant'Anna
- Chiesa del S. Rosario
- Chiesa di Santa Maria del Gesù
- Chiesa di Santa Maria Ausiliatrice
- Chiesa di Sant'Agostino
- Chiesa della Sacra Famiglia

## Palazzi storici
- Palazzo Schininà di Sant'Elia
- Palazzo Zacco
- Palazzo La Rocca
- Palazzo Battaglia
- Palazzo Sortino - Trono
- Palazzo Cosentini
- Palazzo della Cancelleria (Ragusa)
- Palazzo Bertini

## Edifici storici
- Circolo di conversazione
- Palazzo Arezzo Maggiore
- Palazzo Arezzo di San Filippo
- Palazzo Arezzo Veninata
- Palazzo Arezzo de Spuches di Donnafugata
- Palazzo Diquattro
- Palazzo Floridia
- Palazzo Maggiore di Santa Barbara
- Palazzo Giampiccolo di Camerana
- Palazzo Arezzo Trifiletti
- Palazzo Majorana
- Palazzo Monisteri
- Palazzo del Consiglio d'Ibla
- Palazzo Lupis
- Palazzo dell'Aquila (Municipio)
- Palazzo della Provincia
- Portale S. Giorgio Vecchio
- Torre Littoria
- Camera di Commercio
- Palazzo delle Poste
- Palazzo Banca d'Italia
- Prefettura
- Distretto militare (Università Iblea)
- Teatro della Concordia
- Teatro Donnafugata

## Monumenti
- Portale di San Giorgio
- Porta Walter
- Porta Mulini
- Edicola Fuga dall'Egitto
- Edicola del Colera
- Monumento ai caduti di Piazza San Giovanni
- Monumento ai caduti di Nassiriya

## Ponti
- Ponte Vecchio (Ragusa), (detto anche Ponte Padre Scopetta o dei Cappuccini)
- Ponte Nuovo (Ragusa), detto anche Ponte Filippo Pennavaria o del Littorio.
- Ponte Papa Giovanni XXIII (detto anche Ponte Nuovissimo o San Vito)

## Edifici scomparsi
- Palazzo Pennavaria
- Convento della Badia
- Chiesa di Sant'Anna
- Castello di Ragusa
- Palazzo Chiaramonte